# Monument aux héros du ghetto
Le monument aux héros du ghetto, également appelé en français mais de façon imprécise mémorial du ghetto de Varsovie, est un monument du centre-ville de Varsovie, la capitale polonaise. Il est situé à proximité de l'endroit où commencèrent en avril 1943 les affrontements entre combattants juifs et soldats allemands lors du soulèvement du ghetto de Varsovie. 

## Histoire du lieu
À l'ouest du monument, sur le site de l'actuel musée de l'Histoire des Juifs polonais, une caserne d'artillerie est construite dans les années 1784-1792. À partir de 1918 et jusqu'à la Seconde Guerre mondiale, les bâtiments abritent une prison militaire.
D'août 1942 jusqu'à la liquidation du ghetto, le Judenrat de Varsovie occupe le bâtiment de l'ancienne caserne situé au numéro 19 de la rue Ludwik Zamenhof (polonais : ulica Ludwika Zamenhofa). Après la guerre, on érige sur les lieux la tombe symbolique des combattants du ghetto.

## Premier monument

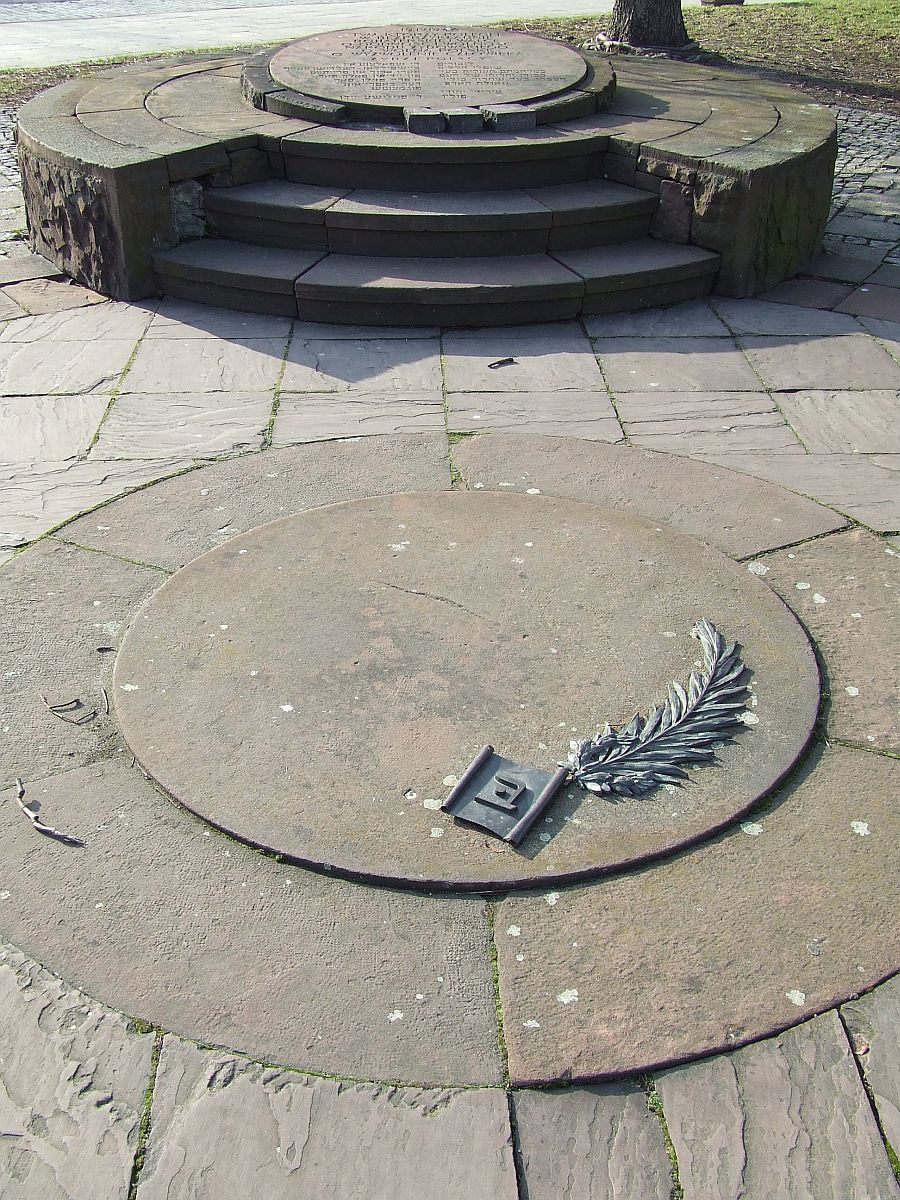
Le premier monument, inauguré en 1946.

La décision de construire un premier monument à la mémoire du soulèvement du ghetto de Varsovie est prise par le Comité Central des Juifs polonais, dont le siège se trouve alors à Lublin. En 1946, il se tourne vers Leon Suzin pour la réalisation du projet architectural.
Inauguré le 16 avril 1946, le monument se compose de deux parties. La première est une structure cylindrique ronde surmontée d'une plaque portant, en polonais, yiddish et hébreu, l'inscription suivante :

« À ceux qui tombèrent dans la lutte sans précédent et héroïque pour la dignité et la liberté du peuple juif, pour la Pologne libre, pour la libération de l'homme. »

— les Juifs de Pologne
La plaque est encerclée par des pierres de grès rouge. La couleur du grès et les fragments de brique qui y sont disséminés symbolisent le sang versé lors des combats.
La partie inférieure du monument est constituée d'une plaque circulaire, ornée d'une palme - symbole du martyre - et de la lettre hébraïque « beth », initiale du mot hébreu : בראשית (« bereshit »). Il s'agit du premier mot et du nom en hébreu du Livre de la Genèse (« Au commencement... »).
Par sa forme, le monument évoque deux bouches d'égout. Le réseau de canalisations souterraines fut particulièrement utile aux combattants juifs lors du soulèvement du ghetto.
La même année la décision est prise de construire à proximité un second monument plus imposant.

## Second monument

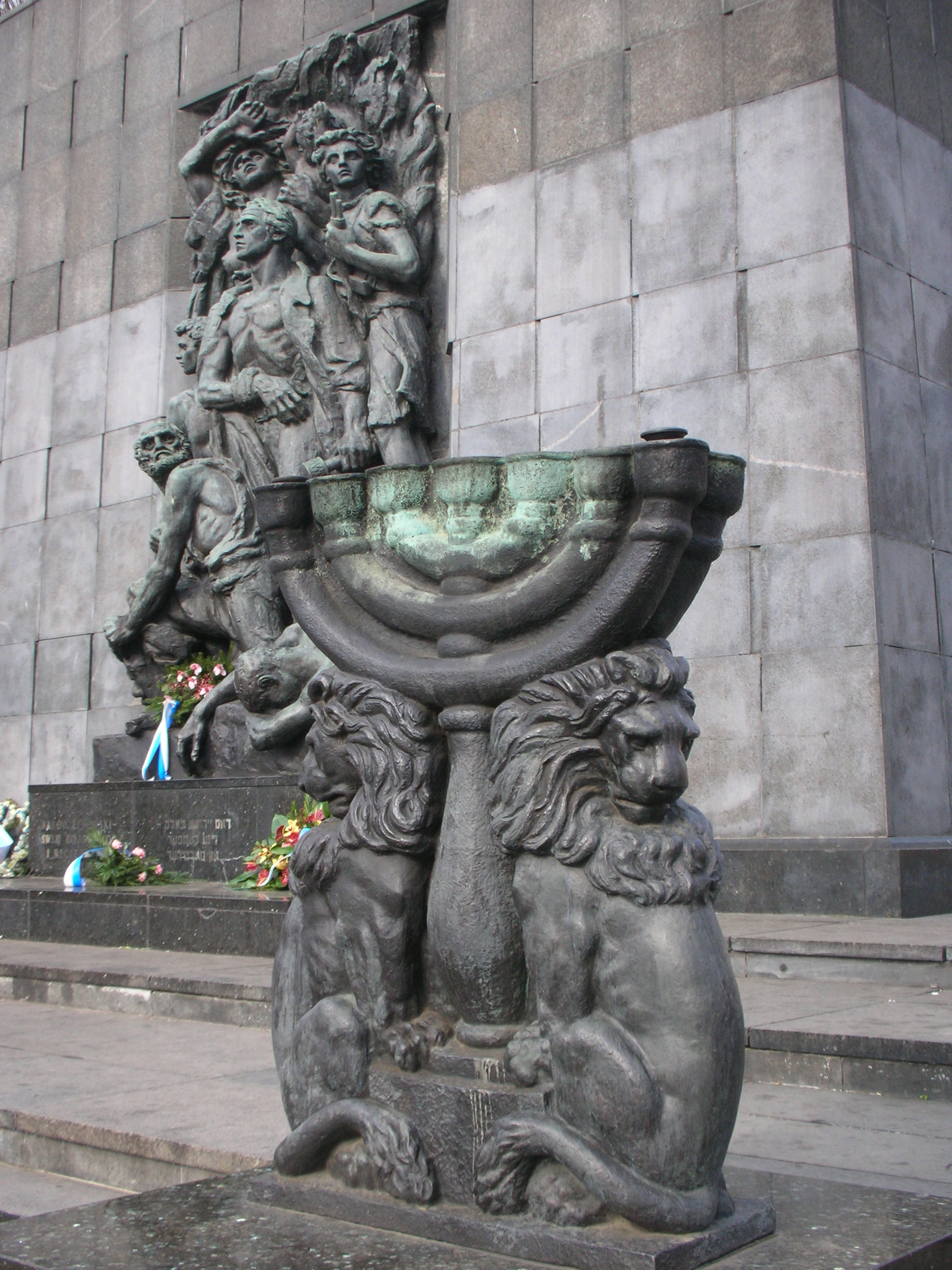
Une des deux menorah devant le monument.

En juillet 1946 est constituée une commission pour la création du monument, où siègent notamment Adolf Berman et Icchak Cukierman. L'artiste Nathan Rapoport est choisi pour la conception des sculptures, tandis que Leon Suzin est à nouveau l'architecte chargé du projet. C'est la fonderie parisienne Eugène Didier qui réalise les sculptures en bronze. Les travaux commencent en 1947.
Le monument est inauguré le 19 avril 1948, cinq ans jour pour jour après le début du soulèvement. Il est érigé grâce aux contributions d'organisations juives.
S'inspirant du Monument aux victimes des Révolutions situé à Paris en bordure du cimetière du Père-Lachaise, il se présente sous la forme d'un bloc de pierre trapézoïdal haut de 11 mètres. Côté ouest, exposée à la vue de tous, la partie centrale du monument est occupée par un relief en bronze de dimensions 5,4 × 2,5 m, intitulé Combat. Cette sculpture représente un groupe de combattants juifs armés de cocktails Molotov, de pistolets ou de grenades. Une jeune femme tient un enfant dans ses bras. Derrière eux, les flammes représentent le ghetto incendié par les nazis. Les combattants sont sculptés muscles saillants, vêtements en lambeaux selon la représentation traditionnelle du prolétariat triomphant. 
Le second relief, situé côté est, plus à l'écart des regards, est en pierre. Il représente la souffrance et le martyre des femmes, des enfants et des anciens sur le chemin de la mort. Les douze Juifs, symbolisant les Juifs de l'Est sont représentés allant passivement vers leur destin. Ce relief s'intitule Marche vers le néant. Les casques allemands visibles en arrière-plan identifient les responsables du génocide.
De part et d'autre du monument se trouvent deux sculptures en bronze représentant chacune une menorah et servant, lors des cérémonies, de flambeaux. Sous le relief de bronze est gravée, sur des plaques de marbre noir, l'inscription « Le peuple juif à ses combattants et à ses martyrs » en polonais, yiddish et hébreu.
Considérée comme l'un des monuments les plus remarquables de l'après-guerre en Europe, l'œuvre de Nathan Rapaport est saluée par les commentateurs.
Cette représentation est emblématique de la manière dont est vue, à ce moment-là, la Shoah : voile pudique presque honteux sur les exterminés, mise en avant des héros du ghetto de Varsovie. 

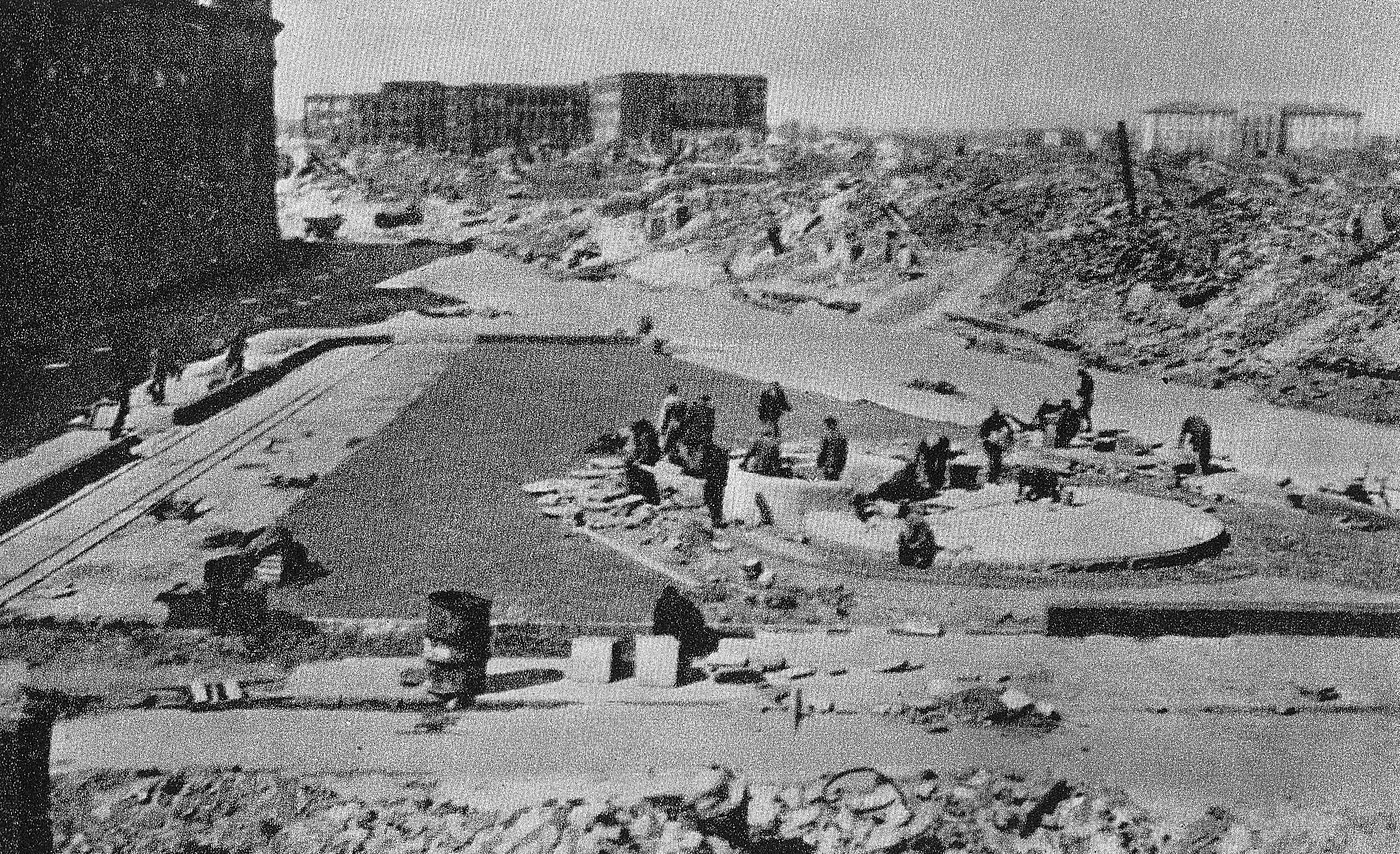
Construction du premier monument dans Varsovie en ruine (1946).
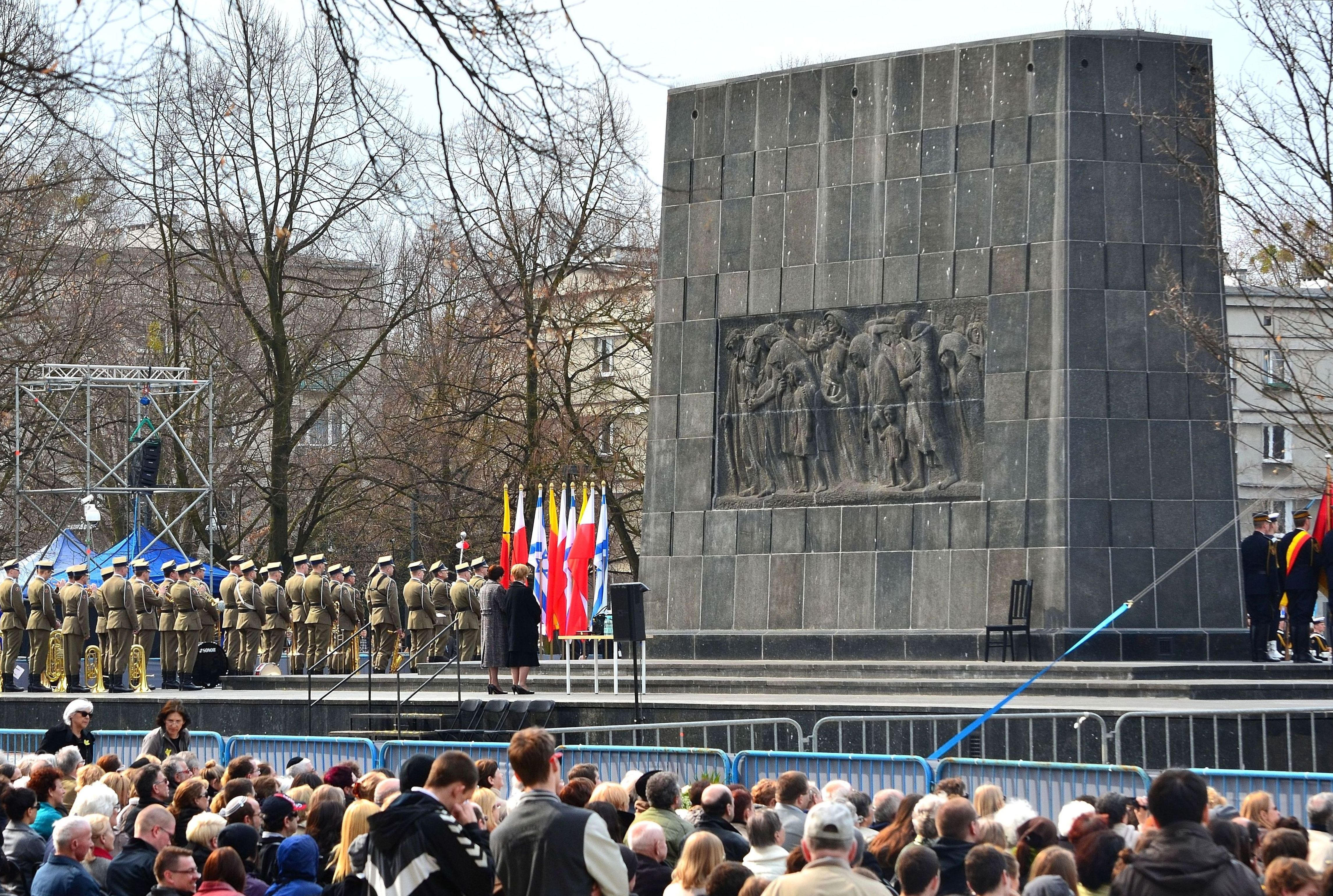
Cérémonie du 70e anniversaire du soulèvement le 19 avril 2013.
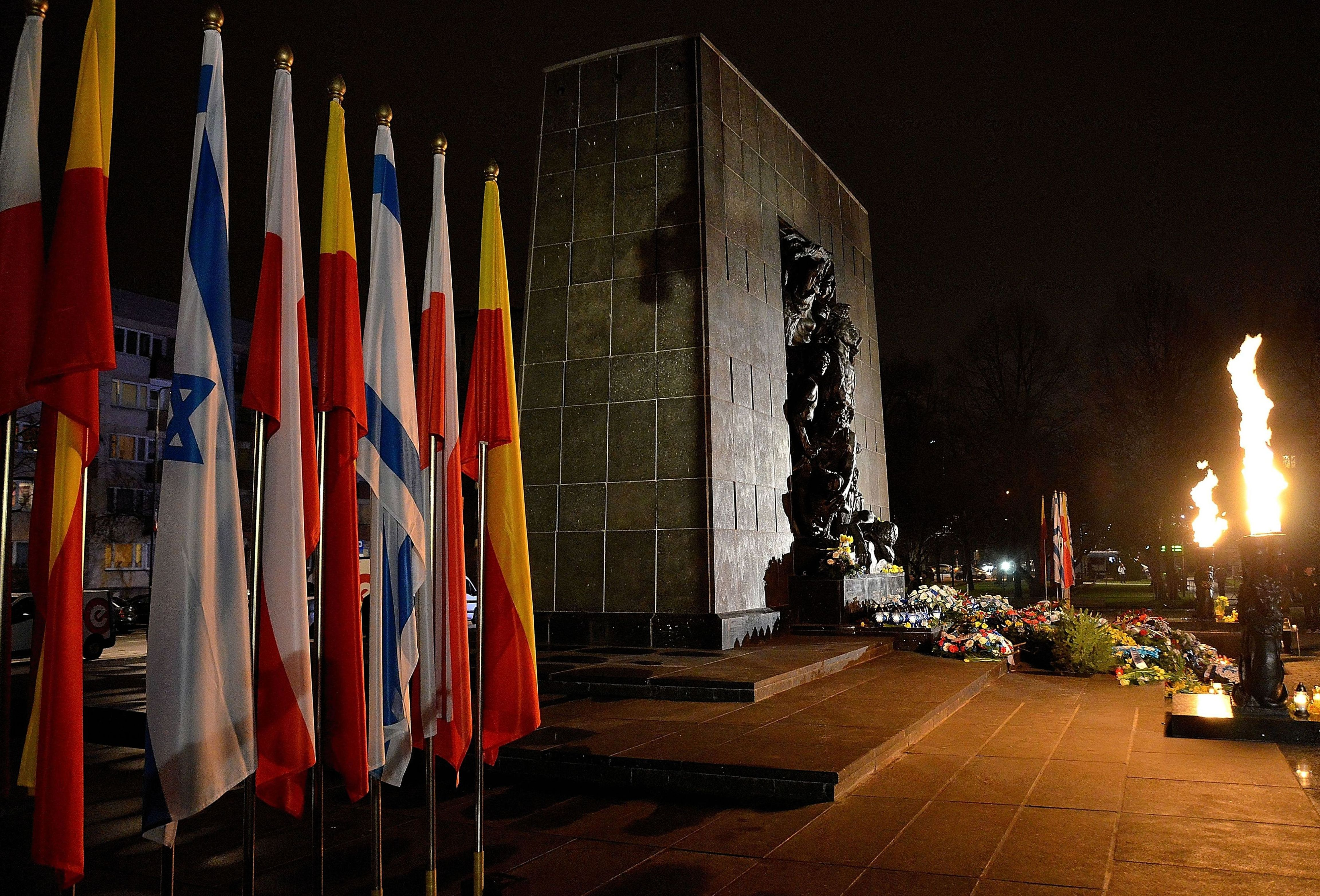
De nuit, le 19 avril 2013.
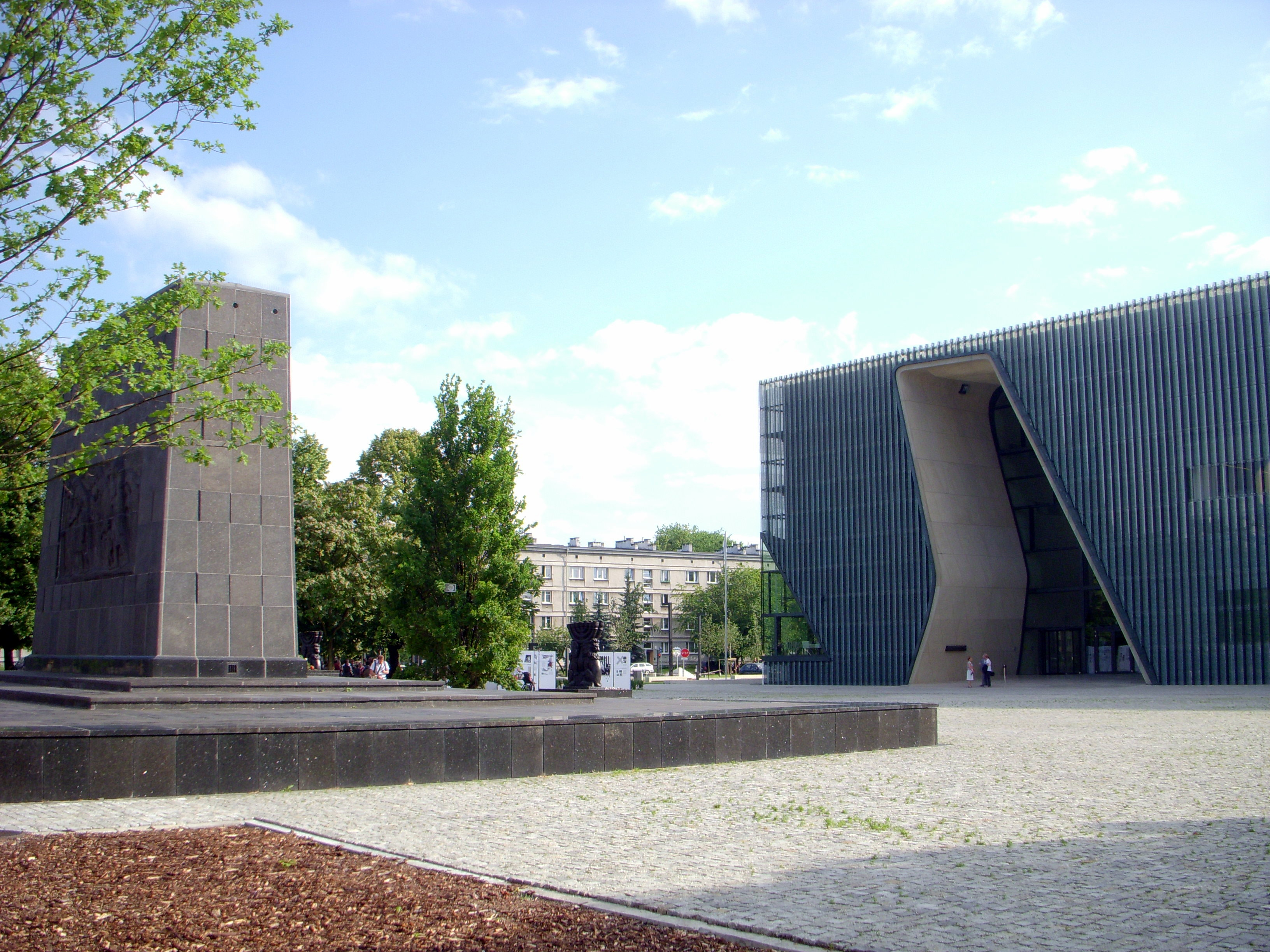
Le monument devant l'entrée du musée de l'Histoire des Juifs polonais.

## Événements et manifestations

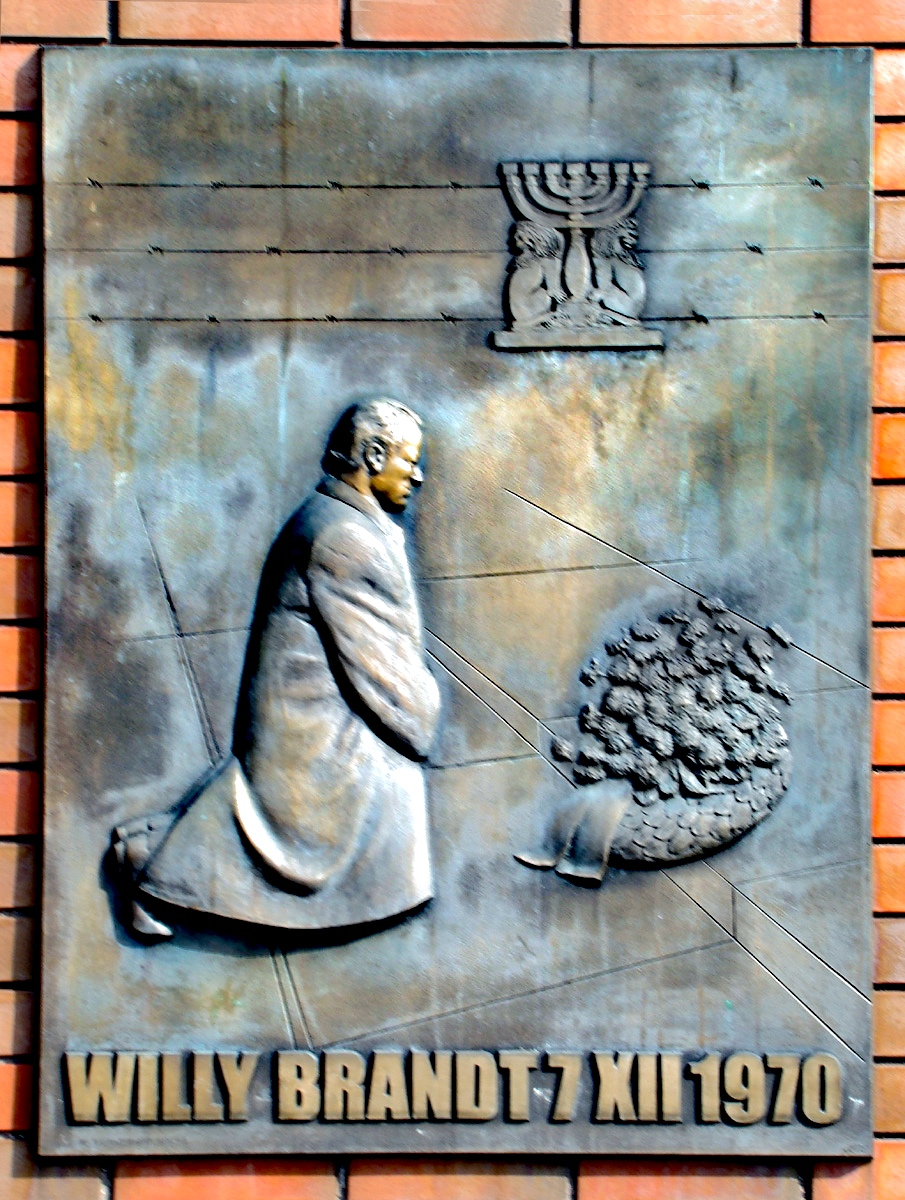
Plaque commémorant l'agenouillement de Willy Brandt à Varsovie le 7 décembre 1970.

Le 7 décembre 1970, lors du premier voyage d'un chef de gouvernement ouest-allemand en Pologne, le chancelier Willy Brandt s'agenouille devant le monument lors d'une cérémonie officielle. Ce geste hautement symbolique, interprété comme l'expression du repentir de la nation allemande envers le peuple juif, est aussi un pas décisif dans la réconciliation entre l'Allemagne et la Pologne. L'agenouillement de Willy Brandt à Varsovie est commémoré depuis l'année 2000 par un mémorial situé à proximité. En 2020, l'Allemagne a émis une pièce commémorative de 2 euros pour commémorer le 50e anniversaire de l'évènement.
À l'occasion de son deuxième voyage apostolique en Pologne, le pape Jean-Paul II se rend au mémorial le 18 juin 1983 pour un hommage aux victimes de la Shoah.
Le 9 octobre 2009 s'y déroulent les funérailles du combattant juif Marek Edelman.
Des travaux de rénovation ont lieu en 2011-2012. 
Les travaux de construction du musée de l'Histoire des Juifs polonais s'achèvent en 2013.